# Gran Premio motociclistico d'Australia 1991
Il Gran Premio motociclistico d'Australia 1991 è stato la seconda prova del motomondiale del 1991. Si tratta della terza edizione nella storia di questo GP, anche se per la prima volta si corre nel circuito di Eastern Creek.
Nella classe 500, la vittoria è stata ottenuta dallo statunitense Wayne Rainey, che alla guida della Yamaha YZR 500 ha realizzato anche il giro veloce in gara e la pole position nelle qualifiche. Secondo l'australiano Mick Doohan del team Rothmans Honda, con l'altro statunitense John Kocinski al terzo posto, anche lui come Rainey con Yamaha del Marlboro Team Roberts. La classifica di campionato dopo due gare vede: Rainey primo con 35 punti, Doohan secondo con 34 punti e Schwantz terzo con 31.
Sono solamente 18 i piloti iscritti alla gara della classe 500, di questi solo sedici iscritti quali piloti titolari. Infatti il team Lucky Strike Suzuki iscrive come wild card l'australiano Kevin Magee, mentre una seconda wild card viene assegnata al pilota britannico Steve Spray con la sua Roton a motore rotativo di tipo Wankel, derivato da quello della Norton NRS 588. Per la prima volta nella storia del motomondiale corre una motocicletta con questa tipologia di motore, anche se per la partecipazione della Roton è stata necessaria una deroga da parte della Federazione Motociclistica Internazionale, visto che la cilindrata di 588 cm³ andava a sforare il limite di cubatura imposto dalla classe 500.
La gara riservata alla classe 250 viene vinta dal pilota italiano Luca Cadalora, che partendo dalla pole position, così come Rainey in 500, abbina la vittoria al giro veloce in gara. Per Cadalora si tratta della seconda vittoria stagionale in due gare corse, affermazione ottenuta grazie ad un sorpasso all'ultimo giro su Helmut Bradl, con il pilota tedesco che si è piazzato secondo staccato di pochi decimi dal vincitore. Al terzo posto giunge, con un ritardo di oltre undici secondi dai primi due, lo spagnolo Carlos Cardús, con un podio composto tutto da piloti alla guida di Honda NSR 250 (anche se gestite da squadre diverse).
Per quel che concerne la gara della classe 125, Loris Capirossi realizza la sua prima vittoria stagionale, con Fausto Gresini, compagno di Capirossi nel team AGV - Pileri Corse, al secondo posto, ed il giapponese Noboru Ueda in terza piazza. Così come avvenuto nelle due classi di cilindrata maggiore, anche in 125 il pilota vincitore della gara è anche il realizzatore della pole position e del giro veloce in gara, per Capirossi si tratta della prima pole e del primo giro veloce nel contesto del motomondiale (il pilota italiano vinse il titolo mondiale nel 1990, senza però realizzare pole e giri veloci in gara). In conclusione di questa gara la classifica mondiale vede: Capirossi e Ueda primi con 35 punti, segue Gresini con 34.
Anche in questo secondo Gran Premio stagionale del motomondiale non è prevista la gara della classe sidecar.

## Classe 500

### Arrivati al traguardo
| Pos. | Nº | Pilota               | Squadra                     | Motocicletta     | Giri | Tempo     | Griglia | Punti |
| ---- | -- | -------------------- | --------------------------- | ---------------- | ---- | --------- | ------- | ----- |
| 1º   | 1  | Wayne Rainey         | Marlboro Team Roberts       | Yamaha YZR 500   | 32   | 49'14.411 | 1º      | 20    |
| 2º   | 3  | Mick Doohan          | Rothmans Honda              | Honda NSR 500    | 32   | +2.549    | 3º      | 17    |
| 3º   | 19 | John Kocinski        | Marlboro Team Roberts       | Yamaha YZR 500   | 32   | +9.457    | 4º      | 15    |
| 4º   | 5  | Wayne Gardner        | Rothmans Honda              | Honda NSR 500    | 32   | +24.437   | 2º      | 13    |
| 5º   | 34 | Kevin Schwantz       | Lucky Strike Suzuki         | Suzuki RGV Γ 500 | 32   | +29.177   | 6º      | 11    |
| 6º   | 7  | Eddie Lawson         | Cagiva                      | Cagiva C591      | 32   | +31.155   | 5º      | 10    |
| 7º   | 8  | Jean-Philippe Ruggia | Yamaha Sonauto Mobil 1      | Yamaha YZR 500   | 32   | +37.849   | 9º      | 9     |
| 8º   | 12 | Alex Barros          | Cagiva                      | Cagiva C591      | 32   | +59.646   | 7º      | 8     |
| 9º   | 20 | Adrien Morillas      | Yamaha Sonauto Mobil 1      | Yamaha YZR 500   | 32   | +59.702   | 10º     | 7     |
| 10º  | 27 | Didier de Radiguès   | Lucky Strike Suzuki         | Suzuki RGV Γ 500 | 32   | +1'01.652 | 12º     | 6     |
| 11º  | 9  | Kevin Magee          | Lucky Strike Suzuki         | Suzuki RGV Γ 500 | 32   | +1'20.599 | 11º     | 5     |
| 12º  | 21 | Doug Chandler        | Team Roberts Yamaha Castrol | Yamaha YZR 500   | 32   | +1'28.598 | 13º     | 4     |
| 13º  | 17 | Eddie Laycock        | Millar Racing               | Yamaha YZR 500   | 31   | +1 giro   | 15º     | 3     |
| 14º  | 16 | Cees Doorakkers      | HEK-Bauwmachines            | Honda RS 500     | 30   | +2 giri   | 16º     | 2     |
| 15º  | 31 | Steve Spray          | Roton                       | Roton            | 29   | +3 giri   | 17º     | 1     |
| 16º  | 13 | Niggi Schmassman     | Technotron                  | Honda RS 500     | 28   | +4 giri   | 18º     |       |

### Ritirati
| Nº | Pilota       | Squadra        | Motocicletta   | Giri | Griglia |
| -- | ------------ | -------------- | -------------- | ---- | ------- |
| 6  | Juan Garriga | Ducados Yamaha | Yamaha YZR 500 | 13   | 8º      |
| 10 | Sito Pons    | Campsa Honda   | Honda NSR 500  | 12   | 14º     |

## Classe 250

### Arrivati al traguardo
| Pos. | Nº | Pilota              | Squadra                        | Motocicletta | Giri | Tempo     | Griglia | Punti |
| ---- | -- | ------------------- | ------------------------------ | ------------ | ---- | --------- | ------- | ----- |
| 1º   | 3  | Luca Cadalora       | Rothmans-Kanemoto Honda        | Honda        | 28   | 44'19.673 | 1º      | 20    |
| 2º   | 4  | Helmut Bradl        | HB Honda Racing Team Germany   | Honda        | 28   | +0.269    | 2º      | 17    |
| 3º   | 2  | Carlos Cardús       | Repsol Honda - Cardús          | Honda        | 28   | +11.833   | 3º      | 15    |
| 4º   | 5  | Wilco Zeelenberg    | Sharp Sanson - Bieffe          | Honda        | 28   | +15.394   | 4º      | 13    |
| 5º   | 13 | Loris Reggiani      | Aprilia Unlimited Jeans        | Aprilia      | 28   | +26.882   | 5º      | 11    |
| 6º   | 9  | Pierfrancesco Chili | Iberna Aprilia - Valesi Racing | Aprilia      | 28   | +56.839   | 7º      | 10    |
| 7º   | 18 | Andreas Preining    | ÖKM-Aprilia - SK Vöst          | Aprilia      | 28   | +1'06.408 | 9º      | 9     |
| 8º   | 8  | Jochen Schmid       | Schuh-Zwafink Racing           | Honda        | 28   | +1'14.223 | 10º     | 8     |
| 9º   | 17 | Paolo Casoli        | Team Agostini - API            | Yamaha       | 28   | +1'17.967 | 15º     | 7     |
| 10º  | 15 | Carlos Lavado       | Team Greco                     | Yamaha       | 28   | +1'18.302 | 13º     | 6     |
| 11º  | 51 | Jean Pierre Jeandat | Rothmans Honda France          | Honda        | 28   | +1'30.197 |         | 5     |
| 12º  | 32 | Bernard Haenggeli   | Marlboro Aprilia Mohag         | Aprilia      | 28   | +1'35.860 |         | 4     |
| 13º  |    | Frédéric Protat     | FP Moto                        | Aprilia      | 27   | +1 giro   |         | 3     |
| 14º  |    | Urs Jücker          | Swiss Yamaha                   | Yamaha       | 27   | +1 giro   |         | 2     |
| 15º  |    | Kevin Mitchell      | Medd Holdings                  | Yamaha       | 27   | +1 giro   |         | 1     |
| 16º  | 24 | Stephen Whitehouse  |                                | Yamaha       | 27   | +1 giro   |         |       |
| 17º  |    | Jaime Mariano       |                                | Aprilia      | 27   | +1 giro   | 27º     |       |
| 18º  | 50 | David Horton        |                                | Yamaha       | 27   | +1 giro   |         |       |
| 19º  |    | Gavin Johnston      |                                | Yamaha       | 27   | +1 giro   |         |       |
| 20º  |    | Warren Palesy       |                                | Yamaha       | 27   | +1 giro   |         |       |
| 21º  |    | Michael Haisman     |                                | Yamaha       | 27   | +1 giro   |         |       |
| 22º  |    | Scott Buckley       |                                | Yamaha       | 26   | +2 giri   |         |       |

### Ritirati
| Nº | Pilota               | Motocicletta | Giri | Griglia |
| -- | -------------------- | ------------ | ---- | ------- |
| 33 | Stefan Prein         | Honda        | 26   | 14º     |
| 23 | Jim Filice           | Yamaha       | 21   |         |
| 7  | Masahiro Shimizu     | Honda        | 21   | 12º     |
|    | Darren Milner        | Yamaha       | 14   |         |
| 6  | Martin Wimmer        | Suzuki       | 13   | 6º      |
| 16 | Alberto Puig         | Yamaha       | 4    | 21º     |
| 11 | Àlex Crivillé        | JJ Cobas     | 3    | 11º     |
|    | Trevor Manley        | Yamaha       | 3    |         |
| 21 | Leon van der Heijden | Honda        | 2    | 16º     |
| 20 | Doriano Romboni      | Honda        | 1    | 8º      |
| 30 | Harald Eckl          | Aprilia      | 0    |         |
|    | Ricky Rice           | Yamaha       | 0    |         |
| 14 | Peter Lindén         | Honda        | 0    |         |
| 45 | Corrado Catalano     | Honda        | 0    |         |
|    | Ian Newton           | Yamaha       | 0    |         |

## Classe 125

### Arrivati al traguardo
| Pos. | Nº | Pilota              | Squadra                           | Motocicletta | Giri | Tempo     | Griglia | Punti |
| ---- | -- | ------------------- | --------------------------------- | ------------ | ---- | --------- | ------- | ----- |
| 1º   | 1  | Loris Capirossi     | AGV - Pileri Corse                | Honda        | 24   | 40'15.516 | 1º      | 20    |
| 2º   | 7  | Fausto Gresini      | AGV - Pileri Corse                | Honda        | 24   | +5.764    | 5º      | 17    |
| 3º   | 60 | Noboru Ueda         | Hero Sports TS                    | Honda        | 24   | +13.068   | 3º      | 15    |
| 4º   | 6  | Ezio Gianola        | Derbi GP Team                     | Derbi        | 24   | +16.617   | 2º      | 13    |
| 5º   | 28 | Ralf Waldmann       | Schuh-Zwafink Honda Racing        | Honda        | 24   | +22.713   | 8º      | 11    |
| 6º   | 16 | Kōji Takada         | Team Takeshima                    | Honda        | 24   | +34.286   |         | 10    |
| 7º   | 10 | Heinz Lüthi         | ELF Compétition                   | Honda        | 24   | +34.725   | 4º      | 9     |
| 8º   | 9  | Alessandro Gramigni | Team Italia                       | Aprilia      | 24   | +34.780   | 10º     | 8     |
| 9º   | 2  | Hans Spaan          | Sharp Samson Racing               | Honda        | 24   | +42.294   | 13º     | 7     |
| 10º  | 5  | Jorge Martínez      | Coronas Racing                    | JJ Cobas     | 24   | +47.291   | 9º      | 6     |
| 11º  | 4  | Dirk Raudies        | Schuh HB Honda Racing             | Honda        | 24   | +47.581   | 15º     | 5     |
| 12º  | 15 | Maurizio Vitali     | Gazzaniga Corse                   | Gazzaniga    | 24   | +47.659   | 11º     | 4     |
| 13º  | 17 | Steve Patrickson    | Derek Clarke Racing Team - Levior | Honda        | 24   | +47.939   |         | 3     |
| 14º  | 29 | Peter Galvin        | Driza Bone                        | Honda        | 24   | +48.364   | 14º     | 2     |
| 15º  | 20 | Hisashi Unemoto     | Team Unemoto                      | Honda        | 24   | +57.904   |         | 1     |
| 16º  | 35 | Kazuto Sakata       |                                   | Honda        | 24   | +58.009   |         |       |
| 17º  | 14 | Julián Miralles     |                                   | JJ Cobas     | 24   | +59.981   | 26º     |       |
| 18º  |    | Herri Torrontegui   |                                   | JJ Cobas     | 24   | +1'01.287 | 20º     |       |
| 19º  | 34 | Emilio Cuppini      |                                   | Gazzaniga    | 24   | +1'08.358 | 22º     |       |
| 20º  |    | Johnny Wickström    |                                   | Honda        | 24   | +1'15.742 |         |       |
| 21º  |    | Robin Appleyard     |                                   | Honda        | 24   | +1'15.941 |         |       |
| 22º  | 27 | Gimmi Bosio         |                                   | Honda        | 24   | +1'18.526 | 17º     |       |
| 23º  | 19 | Alfred Waibel       |                                   | Honda        | 24   | +1'26.064 |         |       |
| 24º  | 58 | Kin'ya Wada         |                                   | Honda        | 24   | +1'26.303 |         |       |
| 25º  | 45 | Thierry Feuz        |                                   | Honda        | 24   | +1'26.644 |         |       |
| 26º  |    | Alan Patterson      |                                   | Honda        | 24   | +1'46.388 |         |       |
| 27º  |    | Hubert Abold        |                                   | Honda        | 23   | +1 giro   |         |       |
| 28º  | 52 | Linda Walsh         |                                   | Honda        | 23   | +1 giro   |         |       |
| 29º  |    | René Dünki          |                                   | Honda        | 23   | +1 giro   |         |       |
| 30º  |    | Ken Fisher          |                                   | Honda        | 23   | +1 giro   |         |       |
| 31º  |    | Tony Daly           |                                   | Honda        | 23   | +1 giro   |         |       |
| 32º  |    | Tony Sims           |                                   | Honda        | 23   | +1 giro   |         |       |
| 33º  |    | Peter Scott         |                                   | Honda        | 22   | +2 giri   |         |       |

### Ritirati
| Nº | Pilota             | Motocicletta | Giri | Griglia |
| -- | ------------------ | ------------ | ---- | ------- |
| 12 | Gabriele Debbia    | Aprilia      | 17   | 6º      |
|    | Manuel Herreros    | JJ Cobas     | 17   | 29º     |
|    | Francisco Debon    | JJ Cobas     | 11   | 34º     |
| 3  | Bruno Casanova     | Honda        | 9    | 12º     |
| 47 | Oliver Petrucciani | Aprilia      | 7    |         |
| 11 | Adi Stadler        | JJ Cobas     | 3    | 7º      |

### Non partito
| Nº | Pilota        | Motocicletta | Griglia |
| -- | ------------- | ------------ | ------- |
| 46 | Arie Molenaar | Honda        | 31º     |